# Santa Victoria Este
Ne doit pas être confondu avec Santa Victoria Oeste.
Santa Victoria Este est une localité argentine située dans la province de Salta et dans le département de Rivadavia. Dans cette localité prédominent les groupes ethniques indigènes, comme les Wichís (les plus nombreux de la région), les Chorotes, les Qoms, les Chulupíes, les Quechuas et les Tapietes.

## Géographie
La localité est située à environ 263 km à l'est de la ville de Tartagal, le long de la route provinciale 54, à plus de 500 km de la capitale provinciale, la ville de Salta. Elle est située sur les rives du río Pilcomayo, tout près du point de repère Esmeralda, un point tripartite entre l'Argentine, le Paraguay et la Bolivie.

## Histoire
On dit qu'elle fut fondée par le citoyen Jacinto Sosa, avec un contingent d'explorateurs venant de la province de Santiago del Estero, plus précisément de la région d'Añatuya. Sosa s'est consacré à l'élevage de petit bétail, puis, en raison des circonstances de la vie, il a exploré la profession de sellier dans l'industrie du cuir, de cette façon il a soutenu sa famille, avec sa compagne Alejandrina Figueroa, qui à son tour s'est consacrée au travail sur le métier à tisser, produits dérivés de la laine de mouton. Douze enfants sont nés de ce mariage, qui pour des raisons de vie ont émigré dans tout le pays, ainsi que leurs petits-enfants. Aujourd'hui, le fondateur est honoré par la transmission de son nom à l'un de ses petits-enfants.

## Sismologie
La sismicité de la province de Salta est fréquente et de faible intensité, avec un silence sismique de séismes moyens à graves tous les 40 ans,.